# Chelojulus sculpturatus
Chelojulus sculpturatus är en mångfotingart som beskrevs av Henrik Enghoff 1982. Chelojulus sculpturatus ingår i släktet Chelojulus och familjen Chelojulidae. Inga underarter finns listade i Catalogue of Life.